# Nijemci (Vukovarsko-srijemska županija)
Nijemci (izvorno: Nimci) su općina Vukovarsko-srijemske županije u Hrvatskoj.

## Zemljopis
Općina Nijemci se nalazi u zapadnom Srijemu u Vukovarsko-srijemskoj županiji. Naselja u općini su: Apševci, Banovci, Donje Novo Selo, Đeletovci, Lipovac, Nijemci, Podgrađe,  i Vinkovački Banovci. Graniči s općinama: Vrbanja, Otok, Stari Jankovci, Tovarnik, Tompojevci, Bošnjaci i sa susjednom općinom Šid u Vojvodini.
U općini Nijemci nalazi se granični prijelaz Bajakovo i kamp te motel Lubanj uz autocestu.
Važniji prometni pravci su: A3 (Bregana-Zagreb-Lipovac-Bajakovo), DC 57 (Vukovar-Orolik-Podgrađe-Lipovac), te DC 46 (Đakovo-Vinkovci-Orolik-Tovarnik).

## Stanovništvo
Prema popisu stanovništva iz 2011. godine u općini Nijemci živi ukupno 4.705 žitelja:
- Nijemci - 1.605 stanovnika
- Lipovac - 814 stanovnika
- Đeletovci - 511 stanovnika
- Donje Novo Selo - 498 stanovnika
- Podgrađe - 371 stanovnika
- Banovci - 432 stanovnika
- Apševci - 305 stanovnika
- Vinkovački Banovci - 169 stanovnika

| broj stanovnika | 4014  | 4679  | 5449  | 6005  | 7323  | 7603  | 7572  | 7925  | 8076  | 8885  | 9082  | 8663  | 7512  | 6965  | 5998  | 4705  | 3526  |
|                 | 1857. | 1869. | 1880. | 1890. | 1900. | 1910. | 1921. | 1931. | 1948. | 1953. | 1961. | 1971. | 1981. | 1991. | 2001. | 2011. | 2021. |

| broj stanovnika | 1187  | 1209  | 1402  | 1727  | 2373  | 2298  | 2414  | 2405  | 2717  | 3038  | 3077  | 2800  | 2412  | 2171  | 1905  | 1605  | 1330  |
|                 | 1857. | 1869. | 1880. | 1890. | 1900. | 1910. | 1921. | 1931. | 1948. | 1953. | 1961. | 1971. | 1981. | 1991. | 2001. | 2011. | 2021. |

## Poznate osobe
- Mile Dedaković - Jastreb, zapovjednik obrane Vukovara u domovinskom ratu
- Đuro Perica, hrvatski političar
- Nada Subotić, glumica
- Slobodan Bajić Paja, narodni heroj (rođen u obližnjim Banovcima)
- Anđelko Bilušić, hrv. makroekonomist, poduzetnik, nogometaš, šahist i igrač bridža
- Martin Paluc, vanjski vikar pečuškog biskupa, bio župnik u Nijemcima
- Đuro Pandža - Keko, dugogodišnji aktivist i pokretač aktivnosti u svim događanjima u selu i udrugama od Vatrogasnog društva do KUD-a
- Zdenko Čuljak, brigadir Hrvatske vojske, zapovjednik 3 i 5 gardijske brigade.

## Spomenici i znamenitosti
- Crkva svete Katarine u Nijemcima
- Crkva i svetište gospe Lučićke, poznatija kao Lučica kod Lipovca.
- Pravoslavna crkva sv. Petke u Šidskim Banovcima.

## Obrazovanje
U naseljima Nijemci i Lipovac nalaze se osnovne škole od 1. do 8. razreda. Šidski Banovci, Đeletovci, Donje Novo Selo, Podgrađe i Apševci imaju područne škole. Nastava u područnoj školi u Šidskim Banovcima odvija se na srpskom jeziku.

## Kultura
Poznata je manifestacija "Divan je kićeni Srijem" koja okuplja Hrvate s jedne i druge strane Srijema, pa i šire.

## Šport
- NK Bosut Apševci
- NK Lovor Nijemci
- NK Šokadija Đeletovci
- NK Lipovac
- NK Borac Šidski Banovci
- NK Polet Donje Novo Selo
- NK Podgrađe
- ŠRD Ikra Donje Novo Selo
- Judo Klub Nijemci

50-ih godina 20. stoljeća, pored NK Lovor Nijemci, u Nijemcima je djelovao još jedan nogometni klub, NK Sloga Nijemci.

## Vanjske poveznice
- opcina-nijemci.com  Arhivirana inačica izvorne stranice od 9. kolovoza 2020. (Wayback Machine)